# Jonas Schelker
Jonas Schelker (* 9. April 1999 in Ravensburg, Deutschland) ist ein Schweizer Handballspieler.

## Karriere
Schelker spielte in der Jugend für die Kadetten Schaffhausen. In den Spielzeiten 2018/2019 und 2021/2022 wurde er mit den Kadetten Schweizer Meister. Zudem nahm er mit den Kadetten an der EHF Champions-League und der EHF European-League teil. 2022 wechselte er zum deutschen Bundesligisten HSG Wetzlar. Nach einer Saison wurde sein Vertrag vorzeitig aufgelöst und er schloss sich dem Schweizer Klub HC Kriens-Luzern an. Im Januar zog er sich bei den Testspielen für die Europameisterschaft 2024 einen Kreuzbandriss zu. Mit dem HC Kriens-Luzern gewann er 2025 den Schweizer Cup.
Sein erstes Spiel für die Schweizer Nationalmannschaft machte er 2018 gegen Portugal. Mit der Nationalmannschaft nahm er an der Weltmeisterschaft 2021 teil. Er war für die Europameisterschaft 2024 nominiert, konnte jedoch aufgrund seines Kreuzbandrisses nicht am Turnier teilnehmen.